# Bom Sucesso do Sul
Bom Sucesso do Sul ist ein brasilianisches Munizip im Südwesten des Bundesstaats Paraná. Es hat 3202 Einwohner (Stand: 2022), die sich Bomsucessenser-do-Sul nennen. Seine Fläche beträgt 196 km². Es liegt 556 Meter über dem Meeresspiegel.

## Etymologie
Im Jahr 1944 bestimmte die Einwohnerschaft Nossa Senhora do Bom Sucesso (deutsch: Unsere Liebe Frau vom guten Geschehnis, nämlich die Darstellung des Herrn) zu ihrer Schutzpatronin und gab dem Ort, der damals Lambedor hieß, ihren Namen. Bei der endgültigen Einrichtung des Munizips war es notwendig, den Begriff do Sul (Süden) hinzuzufügen, da es bereits ein Munizip in Paraná mit dem Namen Bom Sucesso (mit anderer Etymologie: Guter Erfolg) gab.

## Geschichte

### Besiedlung
Um das Jahr 1924 kamen die ersten Bewohner in die Gegend der heutigen Gemeinde Bom Sucesso do Sul. Diese Pioniere drangen in den Wald ein, wo sie ihre Häuser bauten. Viele Familien suchten Zuflucht vor dem Guerillakrieg zwischen den Regierungstruppen und den Revolutionären unter der Führung von Luiz Carlos Prestes. Die ersten Häuser wurden aus Araukarienholz gebaut und mit Brettern gedeckt, denn Holz war damals reichlich vorhanden.
Die eigentliche Gemeinde Bom Sucesso do Sul wurde 1929 gegründet, als José da Silva eine Mineralwasserquelle von großem medizinischen Wert entdeckte. Diese Quelle, die sich auf einer Lichtung befand, wurde nach Aussage der Ältesten Lambedor (deutsch: Schleckstelle) genannt, weil sich dort Tiere aufhielten, die vom Geschmack des Wassers angezogen wurden.
Das ertragreiche Land zog die Pioniere an, die das Land rodeten und Familien gründeten. Bis in die 1940er Jahre garantierte die Freiland-Schweinezucht den Absatz in Guarapuava und Videira (Santa Catarina), was die lokale Wirtschaft ankurbelte. Später wurde die Zucht zurückgefahren. Es begann der Anbau von Mais, Bohnen, Weizen und später auch Soja. Noch Ende der 1940er Jahre begann mit der Errichtung des ersten Sägewerks eine neue Phase in der Wirtschaft der Gemeinde, die damals noch Lambedor hieß.
Die von italienischstämmigen Migranten aus Rio Grande do Sul sowie ukrainischen und deutschen Einwanderern gegründete Gemeinschaft der Stadt pflegt noch heute ihre Bräuche und bewahrt die Kulturen, die als Grundlage für den Aufbau der Stadt dienten.

### Erhebung zum Munizip
Bom Sucesso do Sul wurde durch das Staatsgesetz Nr. 9183 vom 8. Januar 1990 aus Pato Branco ausgegliedert und in den Rang eines Munizips erhoben. Es wurde am 1. Januar 1993 als Munizip installiert.

## Geografie

### Fläche und Lage
Bom Sucesso do Sul liegt auf dem Terceiro Planalto Paranaense (der Dritten oder Guarapuava-Hochebene von Paraná). Seine Fläche beträgt 196 km². Es liegt auf einer Höhe von 556 Metern.

### Vegetation
Das Biom von Bom Sucesso do Sul ist Mata Atlântica.

### Klima
Das Klima ist gemäßigt warm. Es werden hohe Niederschlagsmengen verzeichnet (1780 mm pro Jahr). Im Jahresdurchschnitt liegt die Temperatur bei 19,1 °C. Die Klimaklassifikation nach Köppen und Geiger lautet Cfa.

### Gewässer
Bom Sucesso do Sul liegt im Einzugsgebiet des Iguaçu. Der Rio Santana, der zum Rio Chopim fließt, bildet zusammen mit seinem rechten Nebenfluss Rio Elias die westliche Grenze des Munizips. Der Rio Vitorino durchfließt das Munizip von Süd nach Nord und bildet unterhalb des Hauptorts die östliche Grenze des Munizips.

### Straßen
Bom Sucesso do Sul ist über die PR-918 an Pato Branco und Itapejara d’Oeste angebunden. Über die Rodovia Municipal Padre Agostinho kommt man im Südwesten nach Renascença.

### Nachbarmunizipien
|                   | Itapejara d’Oeste                           |             |
| Francisco Beltrão | Kompassrose, die auf Nachbargemeinden zeigt |             |
| Renascença        | Vitorino                                    | Pato Branco |

## Stadtverwaltung
Bürgermeister: Nilson Antonio Feversani, PSDB (2021–2024)
Vizebürgermeister: Edson de Oliveira, PSL (2021–2024)

## Demografie

### Bevölkerungsentwicklung
| Jahr | Einwohner | Stadt | Land |
| ---- | --------- | ----- | ---- |
| 2000 | 3.392     | 39 %  | 61 % |
| 2010 | 3.293     | 48 %  | 52 % |
| 2021 | 3.202     |       |      |

Quelle: IBGE, bis 2010: Volkszählungen und Volkszählung 2022

### Ethnische Zusammensetzung
| Gruppe * | 1991    | 2000    | 2010    | wer sich als …                                                                   |
| --- | ------- | ------- | ------- | -------------------------------------------------------------------------------- |
| Weiße | 0,0 %   | 15,4 %  | 14,7 %  | weiß bezeichnet                                                                  |
| Schwarze | 0,0 %   | 0,4 %   | 0,5 %   | schwarz bezeichnet                                                               |
| Gelbe | 0,0 %   | 0,0 %   | 0,1 %   | von fernöstlicher Herkunft wie japanisch, chinesisch, koreanisch etc. bezeichnet |
| Braune | 0,0 %   | 2,7 %   | 2,5 %   | braun oder als Mischung aus mehreren Gruppen bezeichnet                          |
| Indigene | 0,0 %   | 0,0 %   | 0,0 %   | Ureinwohner oder Indio bezeichnet                                                |
| ohne Angabe | 0,0 %   | 0,0 %   | 0,0 %   |                                                                                  |
| Gesamt | 100,0 % | 100,0 % | 100,0 % |                                                                                  |
| *) Das IBGE verwendet für Volkszählungen ausschließlich diese fünf Gruppen. Es verzichtet bewusst auf Erläuterungen. Die Zugehörigkeit wird vom Einwohner selbst festgelegt. |         |         |         |                                                                                  |

Quelle: IBGE (Stand: 1991, 2000 und 2010)

## Wirtschaft

### Kennzahlen
Mit einem Bruttoinlandsprodukt pro Einwohner von 54.468,90 R$ bzw. rund 12.100 € lag Bom Sucesso do Sul 2019 auf dem 24. Platz der 399 Munizipien Paranás.
Sein hoher Index der menschlichen Entwicklung von 0,742 (2010) setzte es auf den 52. Platz der paranaischen Munizipien.

## Söhne und Töchter der Stadt
- Vagner Antônio Brandalise (* 1989), Fußballspieler